# Parornix cotoneasterella
Parornix cotoneasterella är en fjärilsart som beskrevs av Kuznetzov 1978. Parornix cotoneasterella ingår i släktet Parornix och familjen styltmalar.
Artens utbredningsområde är Turkmenistan. Inga underarter finns listade i Catalogue of Life.